# Sagra di San Giorgio
L'ultima domenica di agosto a San Giorgio di Brunico si festeggia il Kirschta (ted. "Kirchstag", it. "Sagra"), la festa della chiesa, e contemporaneamente l'Ernte-Dank, la festa del raccolto. È uno dei momenti più sentiti da tutta la comunità, che contribuisce con tutte le sue componenti alla riuscita della festa.
La data della festa risale a quando, il 21 gennaio 1483, il vescovo ausiliare di Bressanone, Konrad Reichard, consacrò la nuova chiesa, con un atto, tuttora conservato, in cui stabiliva che la festa della chiesa si sarebbe celebrata ogni anno la domenica successiva a san Bartolomeo (24 agosto).

## Kirschtafreita
Il Kirschta si svolge secondo un copione tradizionale consolidato. L'inizio ufficiale si ha il venerdì sera ("Kirschtafreita"), con un concerto serale della Musikkapelle presso il padiglione all'aperto, e con la questua, da parte dei bambini, per le case del paese, dei Krapfen della festa ("Kirschtakropfen"), preparati dalle donne nei giorni precedenti. Ma la vera festa ha inizio solo dopo che è stato eretto il "Kirschtamichlbaum", il sabato pomeriggio ("Kirschtasomsta").

## Kirschtasomsta
Il Kirschtamichlbaum (che segnala anche a grande distanza che è in corso la festa) è costituito dal fusto di una delle più alte piante dei boschi intorno a San Giorgio, sulla cui sommità, ornata di ghirlande di fiori, viene fissato un pupazzo a grandezza naturale raffigurante un contadino tirolese in abiti tradizionali. Oggigiorno il Michl reca in mano un Kirschtakropfen e una bandiera bianca e rossa del Tirolo, mentre un tempo al posto della bandiera c'era un fiasco di vino. L'enorme tronco del Kirschtamichlbaum va issato a forza di braccia, con una tecnica tradizionale, servendosi di pali uniti da corde, ciascuno dei quali viene spinto da diverse persone.

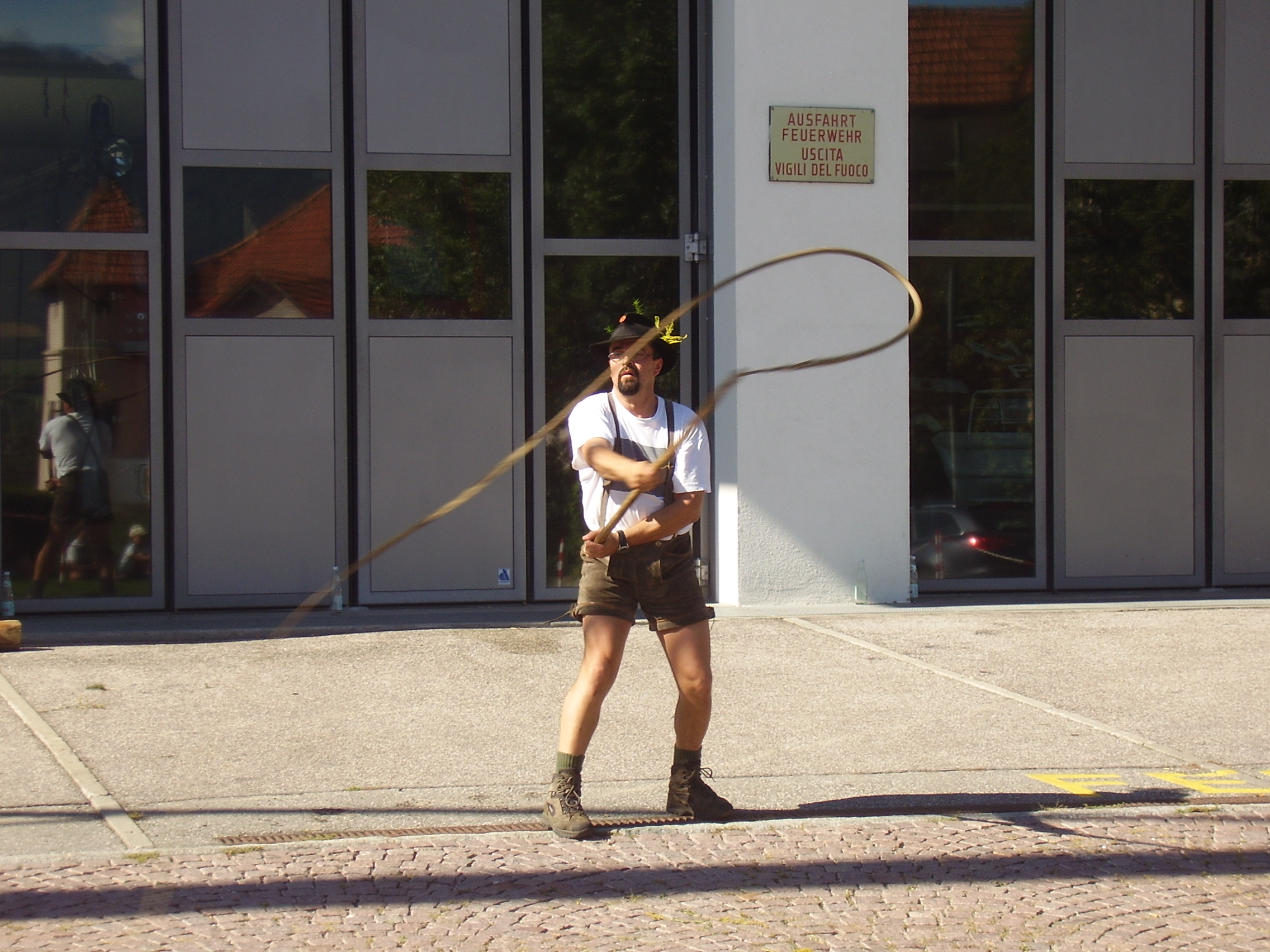
Tradizionali schiocchi di frusta ("Goaßlschnölln") durante l'erezione del Kirschtamichbaum (nei vetri il riflesso dell'Ansitz Gremsen).

L'innalzamento del Kirschtamichlbaum viene effettuato da giovanotti del paese ("Jergina Buibn"), che si fanno un punto di onore non solo di innalzarlo rapidamente e con destrezza, ma anche di "difenderlo" da possibili "sabotaggi" provenienti dai villaggi vicini. Per organizzare questo vero e proprio evento è attivo da tempo un apposito comitato ("Kirschtamichl-Komitee"). Le operazioni di innalzamento dell'albero sono seguite da un pubblico formato dagli altri abitanti del paese, dalle donne, e da qualche turista, mentre un'orchestrina, più o meno improvvisata, accompagna con liete note lo sforzo di coloro che issano il Kirschtamichlbaum.
Non di rado nei pressi dell'albero vengono improvvisate esibizioni di Goaßlschnölln, l'arte di schioccare la frusta, ancora molto praticata nel paese.
L'innalzamento ha inizio poco dopo mezzogiorno, e l'operazione richiede comunque alcune ore. Al termine, quando si è constatato che il tronco è perfettamente verticale, viene dato un segnale acustico, uno scoppio che rimbomba per la valle, e da questo momento ha inizio la vera festa, nell'area adiacente al Kirschtamichlbaum, attrezzata con chioschi per mescita di birra o la consumazione di cibi, tra cui molte specialità pusteresi, e in particolare il "Kirschtakropfen".
In serata, poi, la festa si anima con concerti di gruppi musicali moderni, mentre si vendono i biglietti della pesca di beneficenza il cui ricavato andrà alla Musikkapelle, organizzatrice della festa. Il primo premio è costituito dal legname del Kirschtamichlbaum, di valore commerciale non trascurabile (l'estrazione ha luogo la domenica sera).

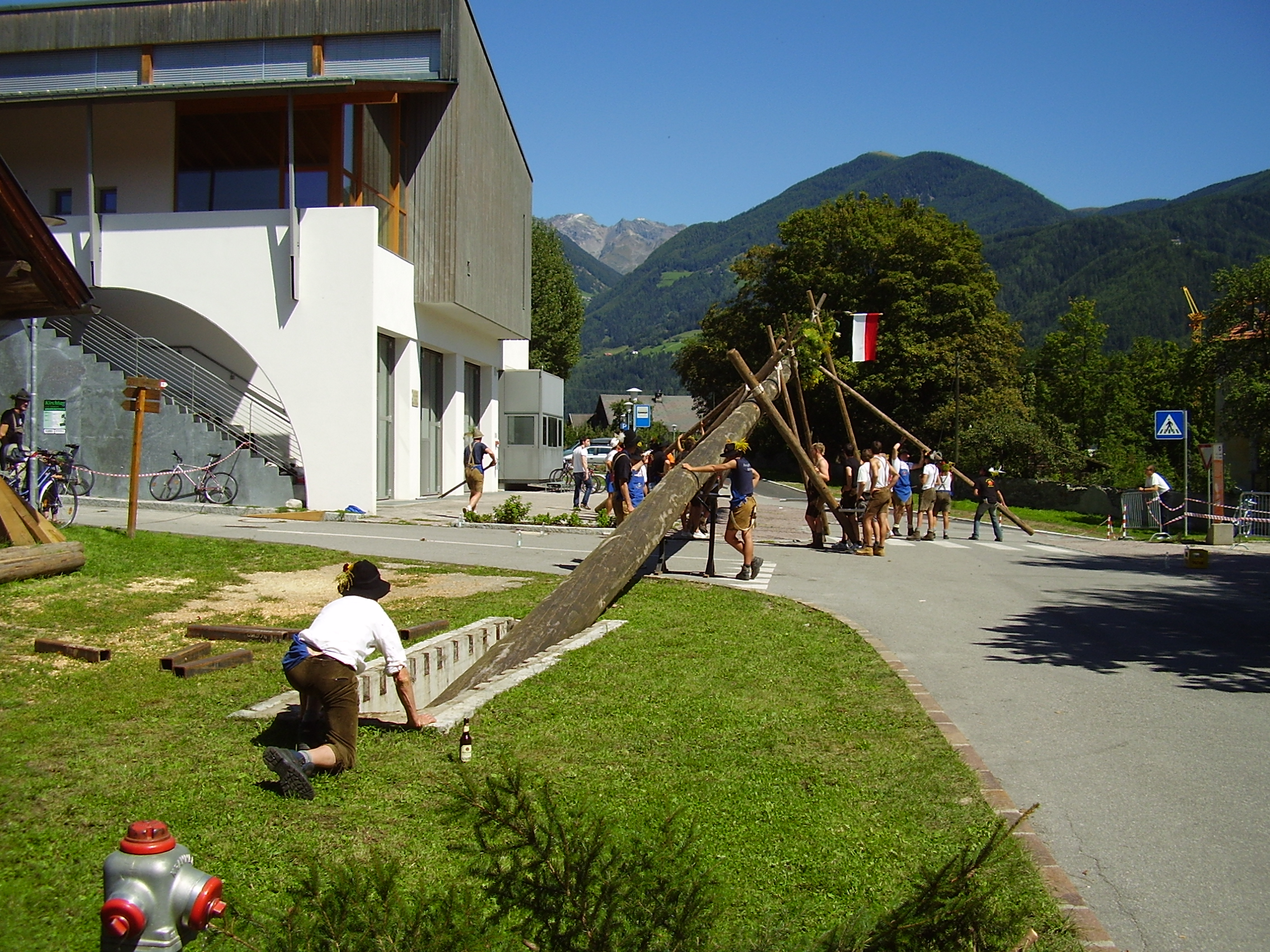
1-Inizia il lavoro: il Michlbaum è ancora quasi orizzontale
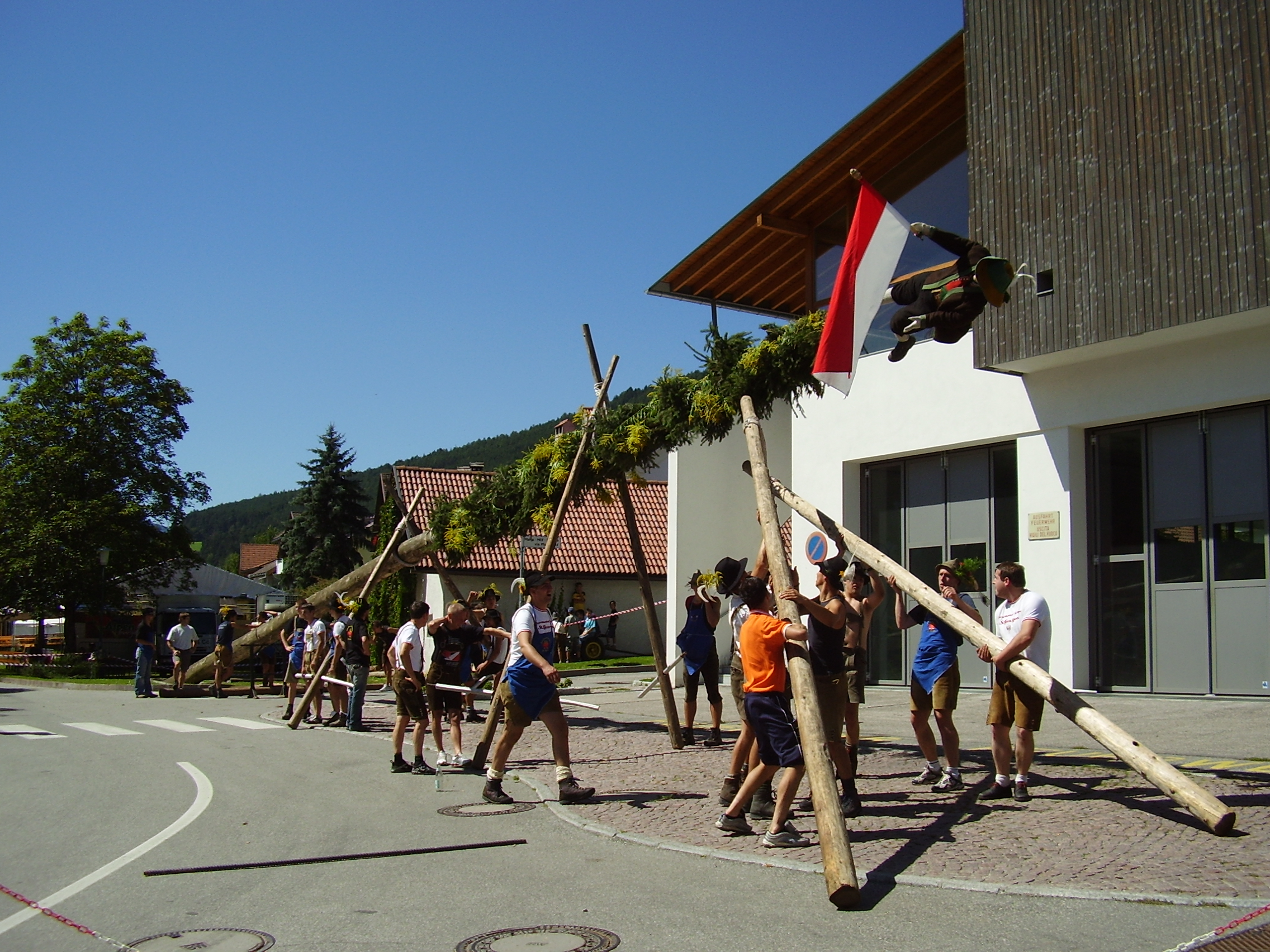
2-Per sollevare il Michlbaum si usano pali e pertiche unite da corde
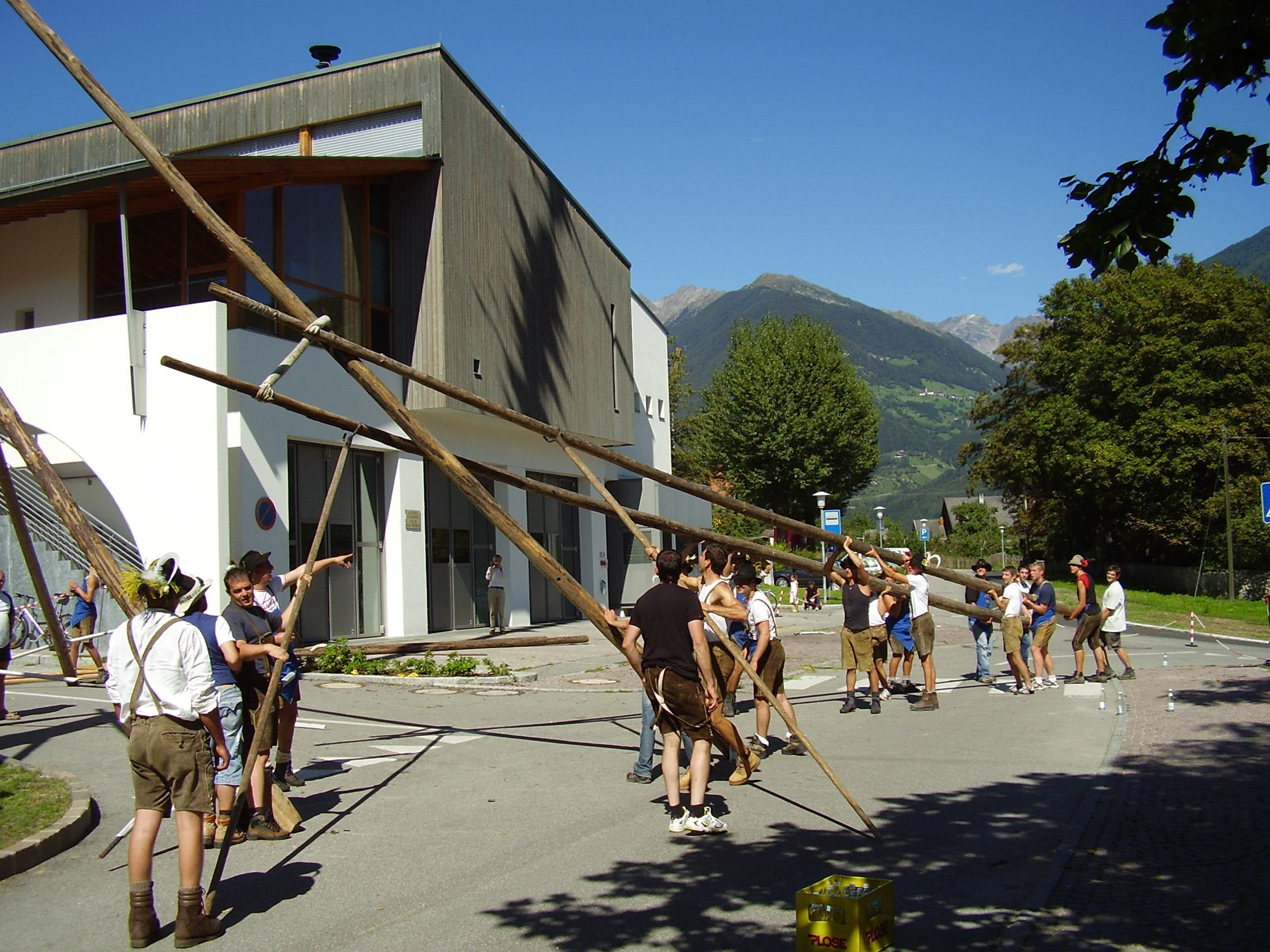
3-Più il Michl sale più le pertiche sono lunghe
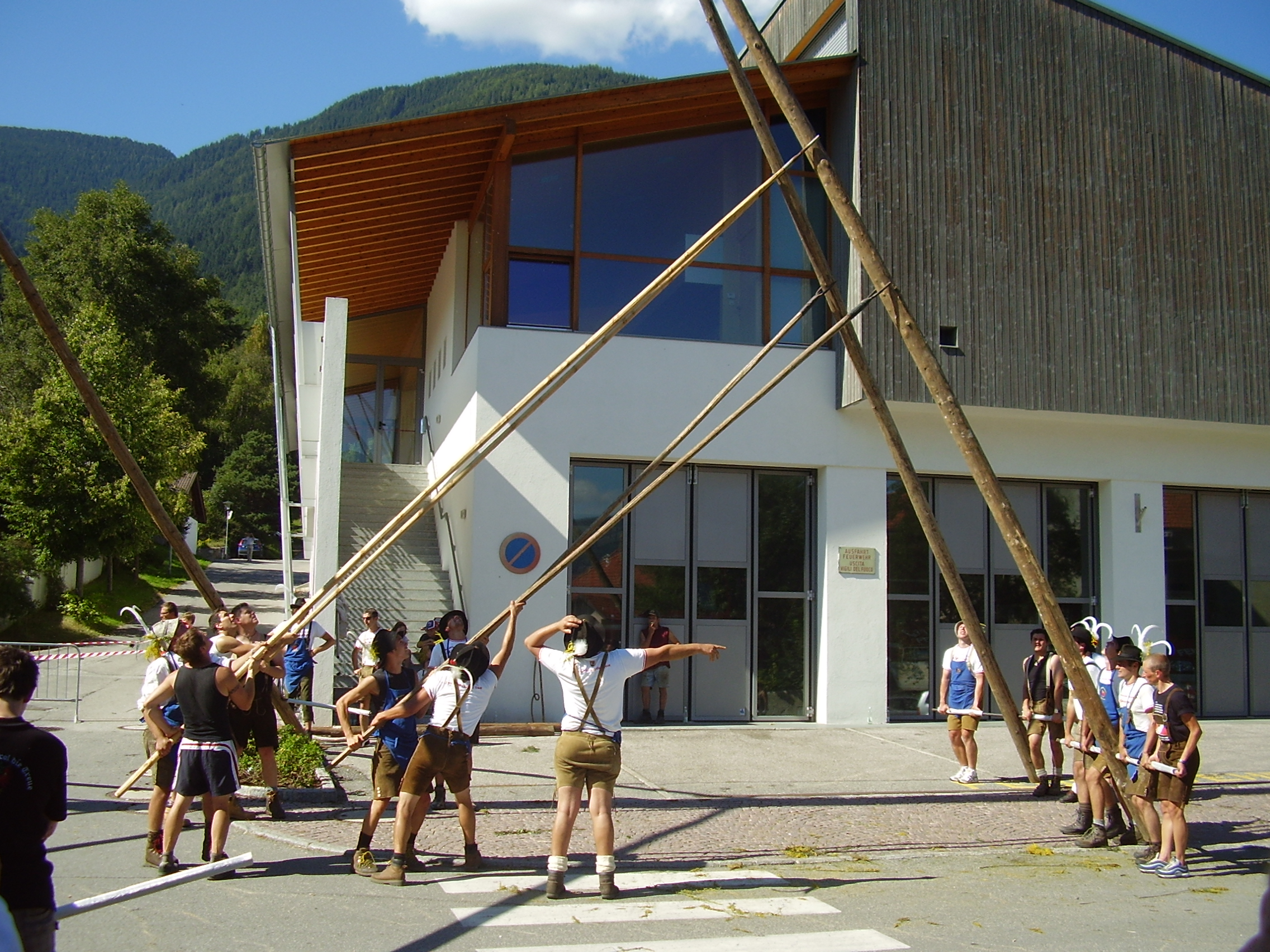
4-Per sollevare le pertiche più lunghe occorrono dei forconi
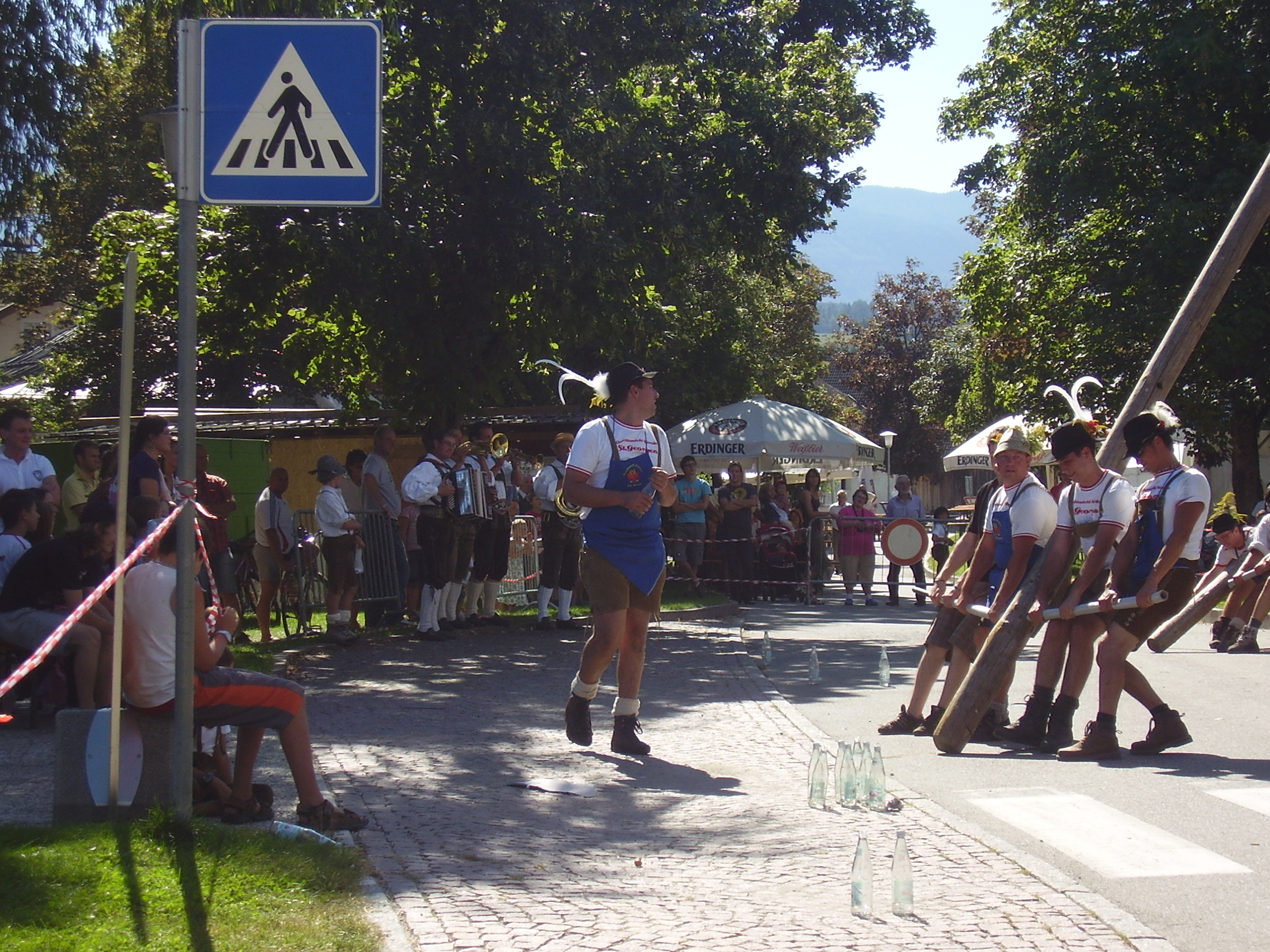
5-La musica e il pubblico accompagnano lo sforzo
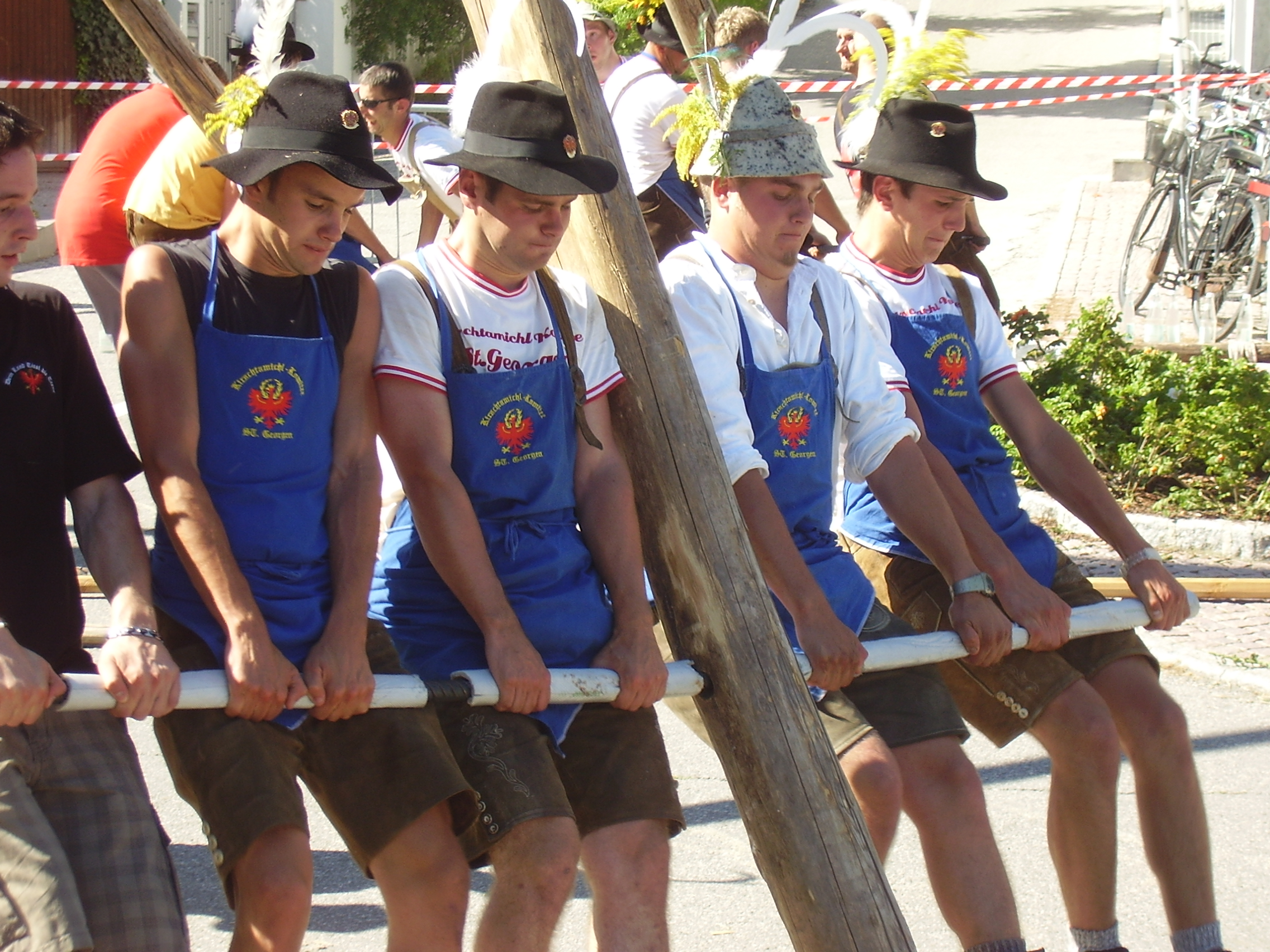
6-Lo sforzo coordinato dei Kirschtamichlbuibn
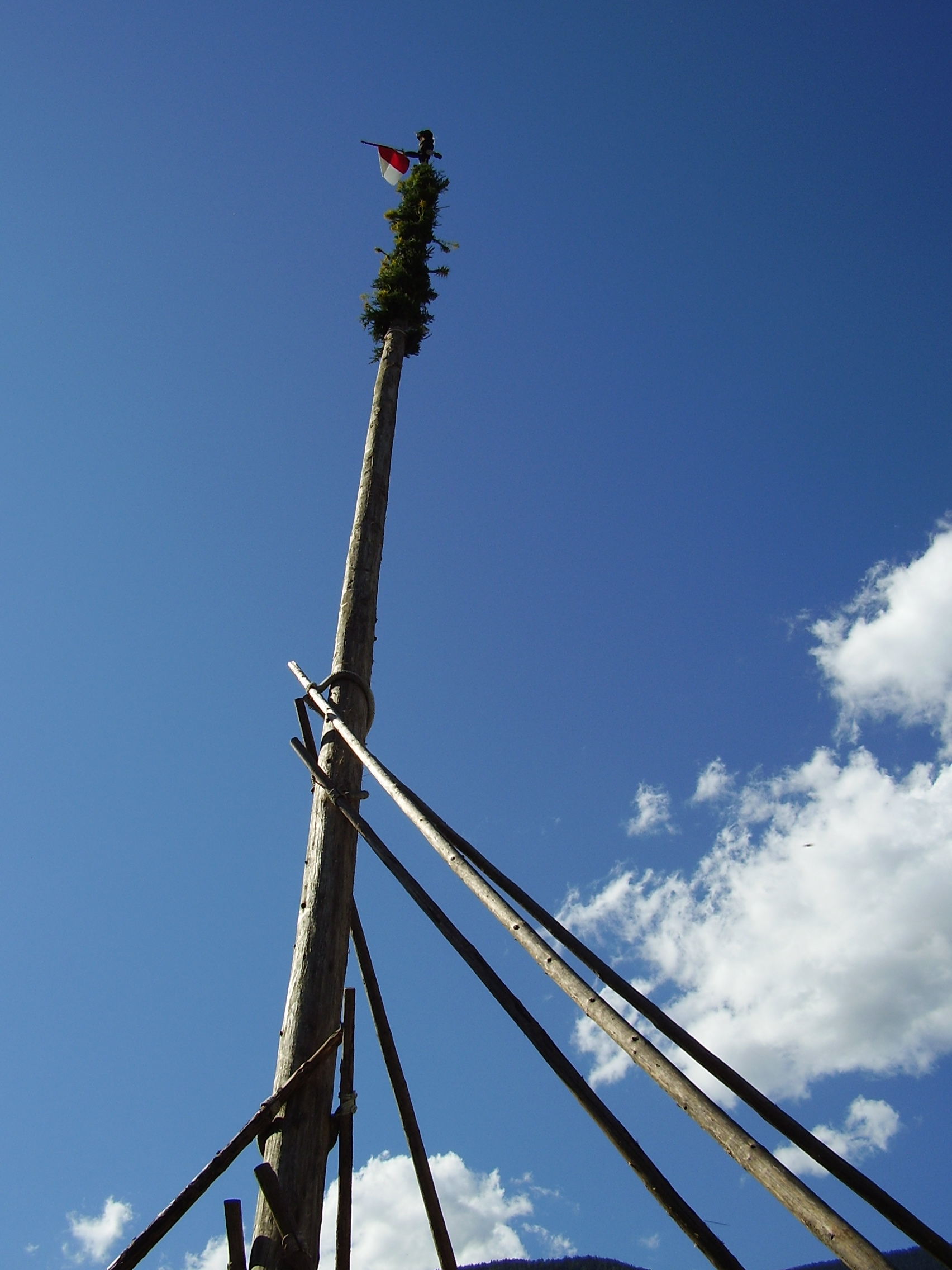
7-Il Kirschtamichlbaum è quasi verticale
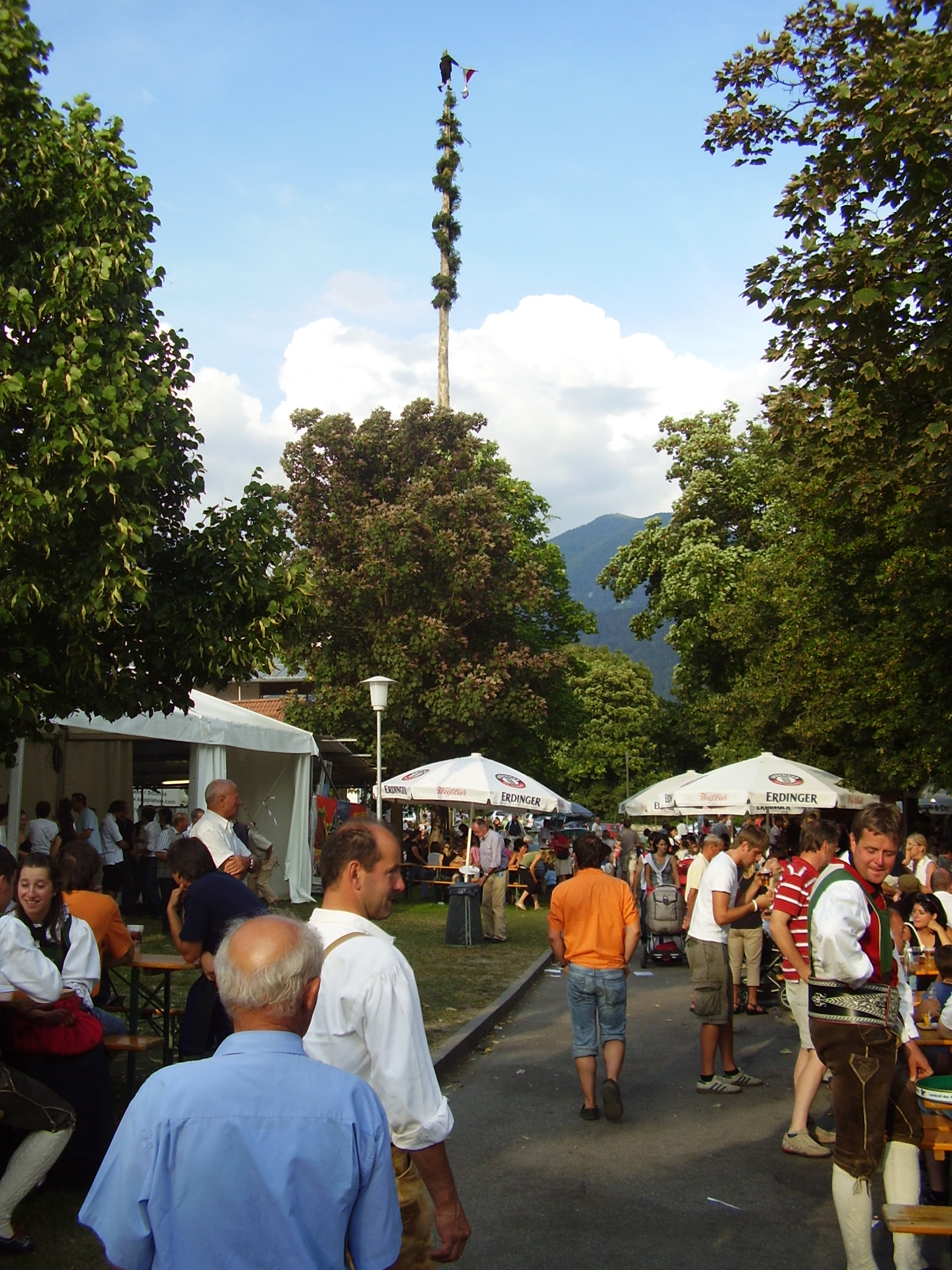
8-Il Kirschtamichlbaum è su: la festa può cominciare

## Kirschtasunnta
La domenica della festa ("Kirschtasunnta") si apre con le cerimonie religiose. Dopo la messa solenne vi è la benedizione dell'"Erntekranz" ("corona del raccolto"), una gigantesca corona costruita intrecciando e disponendo in modo artistico i più bei prodotti dei campi di San Giorgio, ed una processione per le vie di San Giorgio (sponda sinistra dell'Aurino). La processione effettua diverse soste in luoghi dove sono stati collocati improvvisati altarini per una benedizione delle diverse parti del paese. Ogni sosta è accompagnata da canti del coro parrocchiale e musiche eseguite dalla Musikkapelle.
Nel primo pomeriggio, poi, vi è l'"Aufmarsch", sfilata delle bande musicali invitate alla festa, non solo dal resto dell'Alto Adige ma anche da Austria, Svizzera e Germania. In alcune occasioni, la sfilata è accompagnata da un vero corteo con carri trainati da cavalli e figuranti che rappresentano i mestieri tradizionali. La sfilata parte dall'estremità sud del paese, percorre tutta San Giorgio, attraversa il ponte della chiesa e sale a Gissbach fino al padiglione, dove si tiene la festa. Dopodiché, le bande si alternano per tutto il pomeriggio, ciascuna eseguendo le musiche del proprio repertorio, mentre la sera è di nuovo dedicata ai gruppi di musica "moderna".

## Kirschtamunta
La festa non si esaurisce la domenica, perché è tradizione che a San Giorgio anche il lunedì successivo ("Kirschtamunta") non sia lavorativo. Infatti, è un evento importante anche l'abbattimento del Kirschtamichlbaum (eseguito in pochi minuti con un trattore), che è seguito dal distacco del fantoccio, che viene poi "accompagnato" per le strade del paese da gruppi di festanti, spesso accompagnati da musiche prodotte non solo con i tradizionali strumenti musicali a fiato, ma anche da strumenti particolari come il Teufelsgeige (letteralmente "violino del diavolo", ma in realtà è un rustico idiofono a percussione). Questo "funerale" del Michl si prolunga spesso nella notte (e a volte anche nei giorni successivi), con frequenti soste nei bar del paese per festose bevute in compagnia.

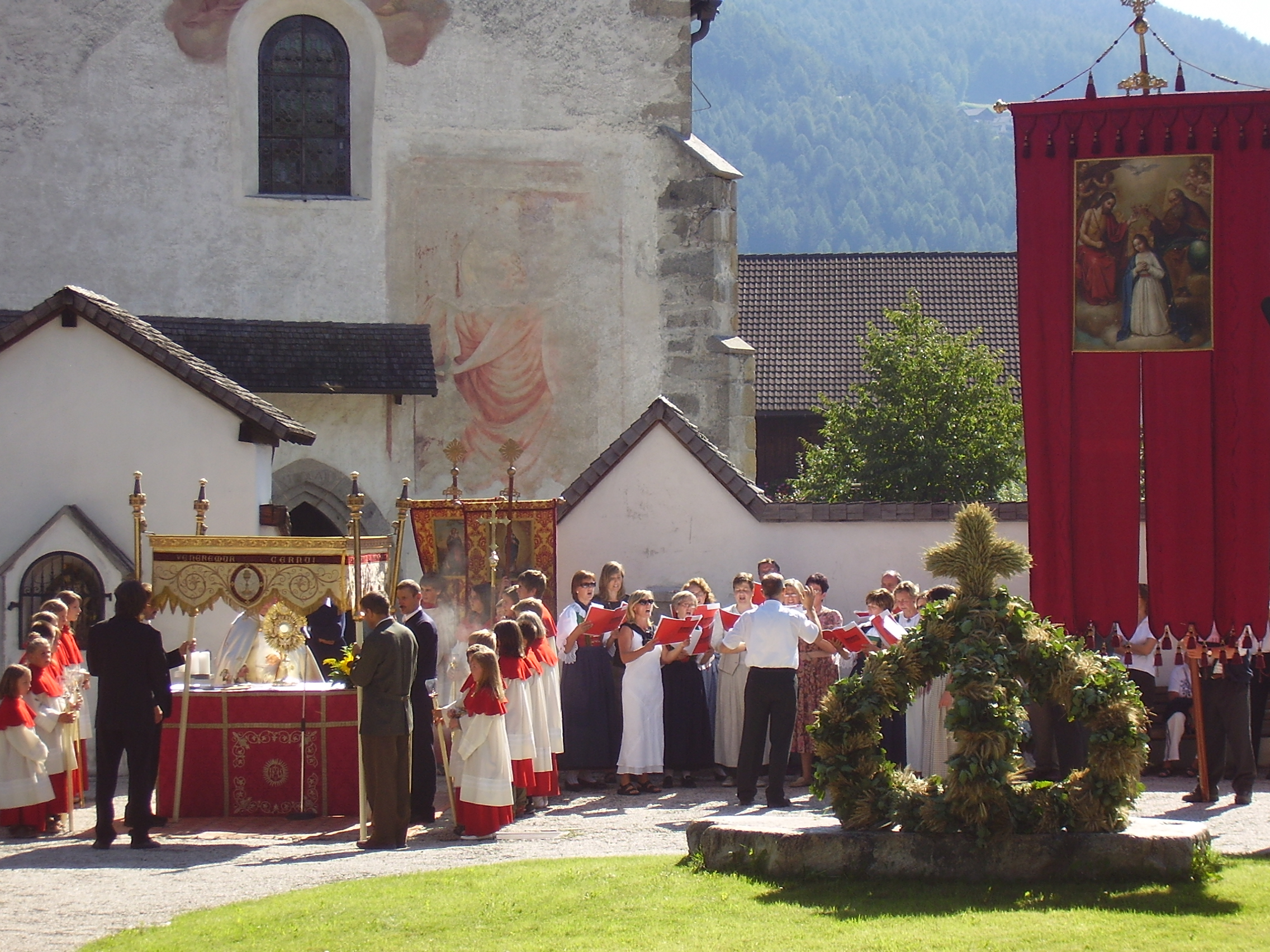
La conclusione della processione del Kirschta con l'Erntekranz davanti alla chiesa
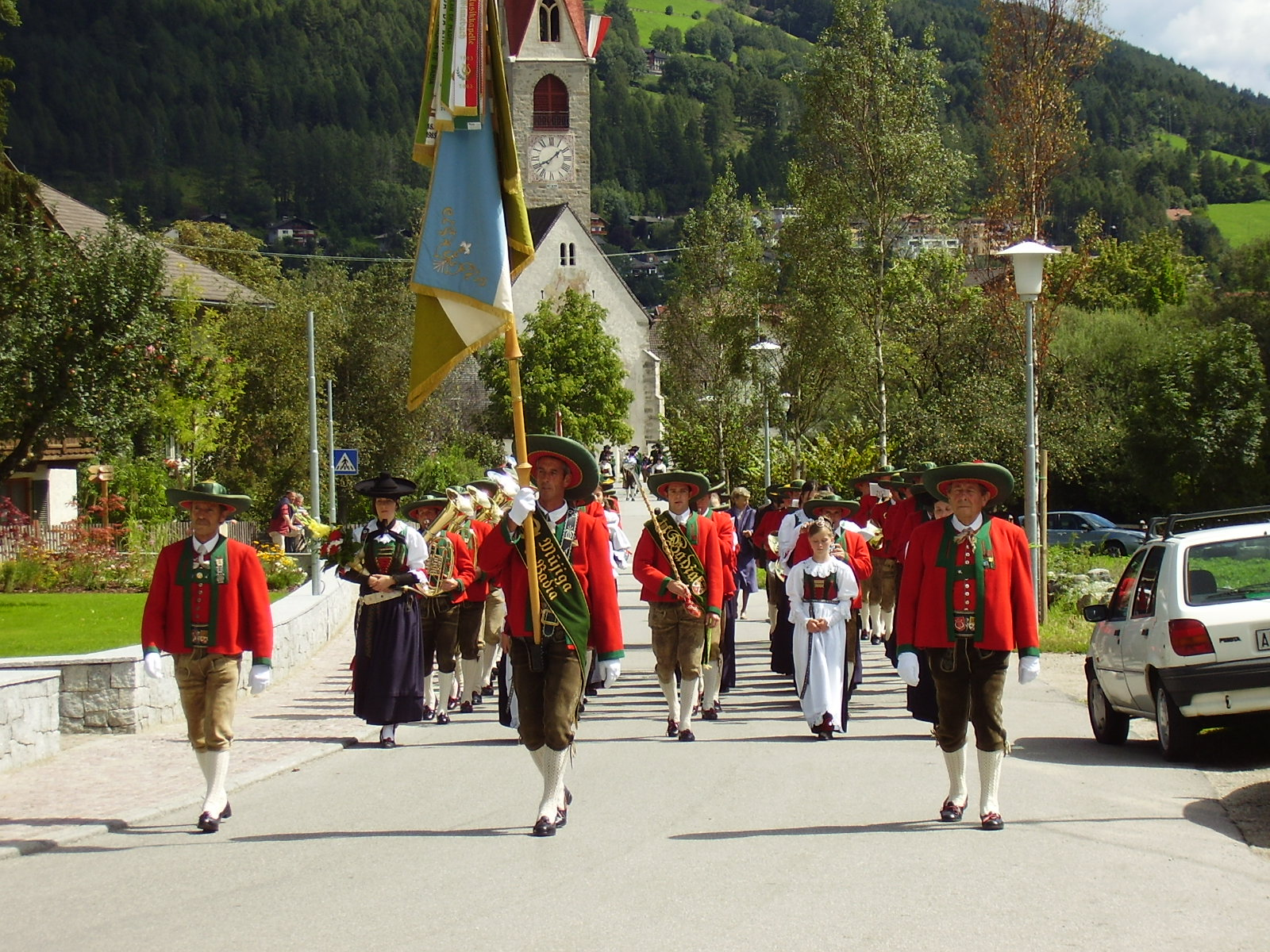
L'"Aufmarsch", sfilata delle bande per il Kirschta
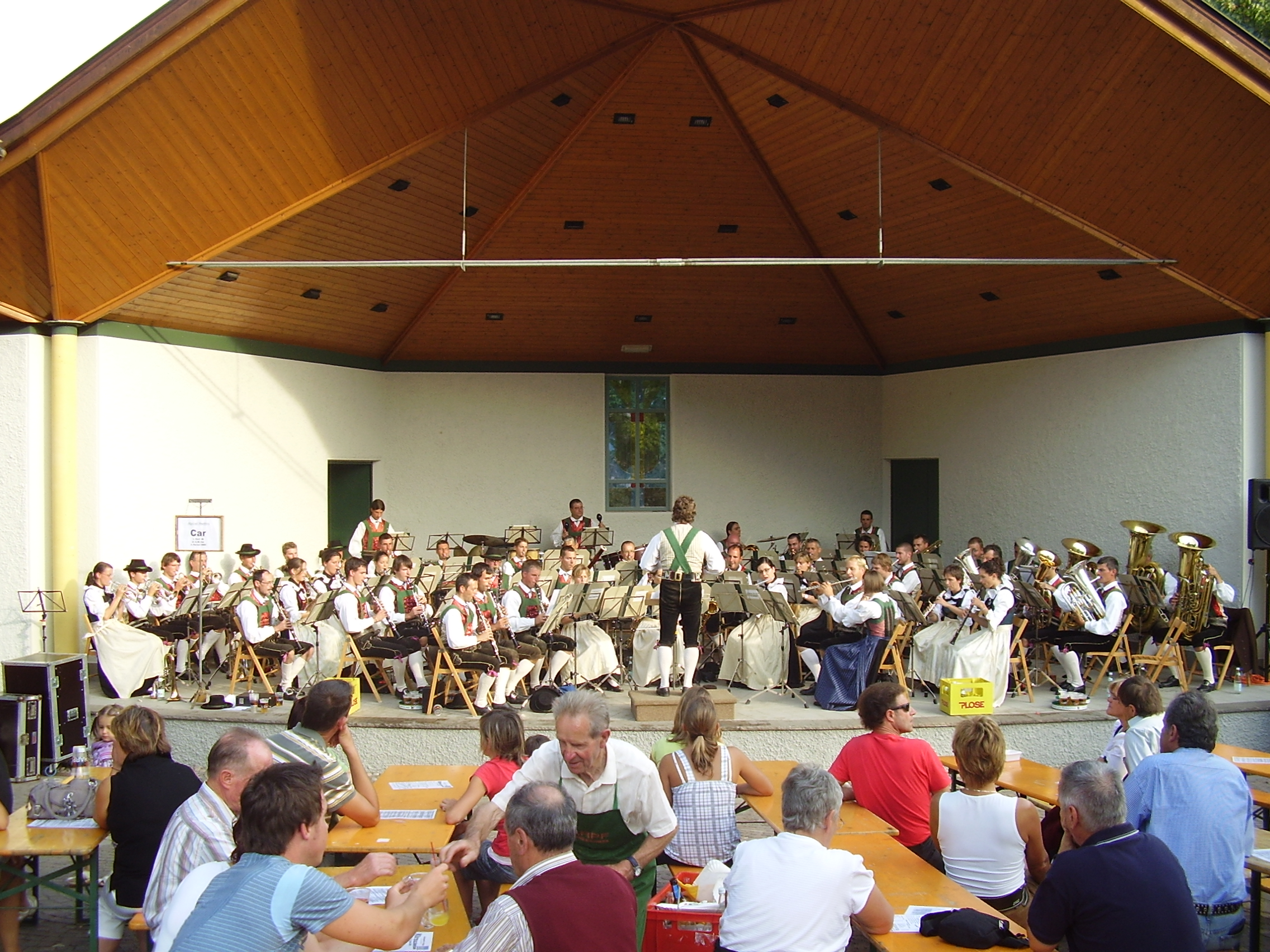
Il concerto delle bande la domenica del Kirschta, al padiglione della festa